# Vanderhorstia attenuata
 Vanderhorstia attenuata és una espècie de peix de la família dels gòbids i de l'ordre dels perciformes.

## Morfologia
- Els mascles poden assolir 3,6 cm de longitud total.[4]

## Hàbitat
És un peix marí, de clima tropical i bentopelàgic que viu entre 38-48 m de fondària.

## Distribució geogràfica
Es troba a Salomó.

## Observacions
És inofensiu per als humans.